# Monte Heha
Monte Heha es la montaña más alta del país africano de Burundi y el punto más alto en la cordillera de los Montes Mitumba. Se encuentra ubicado en la región de los grandes lagos africanos en el Valle del Rift, alcanzado una altura de 2.684 metros. Forma parte de la Provincia de Buyumbura Rural de Burundi y se encuentra a unos 20 kilómetros al este del lago Tanganica y a unos 30 kilómetros al sureste de Buyumbura, la capital nacional.